# Éliminatoires du Championnat d'Europe de football 2020
Navigation
Éliminatoires Euro 2016 Éliminatoires Euro 2024
Les éliminatoires du championnat d'Europe de football 2020 se déroulent à partir du 21 mars 2019 et déterminent les 24 équipes qualifiées pour l'UEFA Euro 2020. La phase de groupe achevée le 19 novembre 2019 a désigné 20 des 24 équipes. La phase de barrages pour les quatre dernières places, ainsi que la phase finale de la compétition, ont été reportées à 2021 en raison de la pandémie de Covid-19.
Cinquante-cinq équipes nationales de pays membres de l'UEFA, réparties en cinq groupes de cinq et cinq autres de six, se disputent vingt places en phase finale. Les deux premiers de chaque groupe sont directement qualifiés. Les quatre dernières places seront disputées dans le cadre de barrages organisés en fonction des résultats de la Ligue des nations. S'affronteront les quatre meilleures équipes de chaque Ligue non qualifiées par le biais des éliminatoires, soit un total de seize équipes. 
Le tirage au sort des éliminatoires a lieu le 2 décembre 2018 au Convention Centre de Dublin en Irlande.

## Participants aux éliminatoires
- Albanie
- Allemagne
- Andorre
- Angleterre
- Arménie
- Autriche
- Azerbaïdjan
- Biélorussie
- Belgique
- Bosnie-Herzégovine
- Bulgarie
- Croatie
- Chypre
- Danemark
- Écosse
- Espagne
- Estonie
- Finlande
- France
- Géorgie
- Gibraltar
- Grèce
- Hongrie
- Îles Féroé
- République d'Irlande
- Irlande du Nord
- Islande
- Israël
- Italie
- Kazakhstan
- Kosovo
- Lettonie
- Liechtenstein
- Lituanie
- Luxembourg
- Macédoine du Nord
- Malte
- Moldavie
- Monténégro
- Norvège
- Pays-Bas
- Pays de Galles
- Pologne
- Portugal
- Tchéquie
- Roumanie
- Russie
- Saint-Marin
- Serbie
- Slovaquie
- Slovénie
- Suède
- Suisse
- Turquie
- Ukraine

## Format et tirage au sort

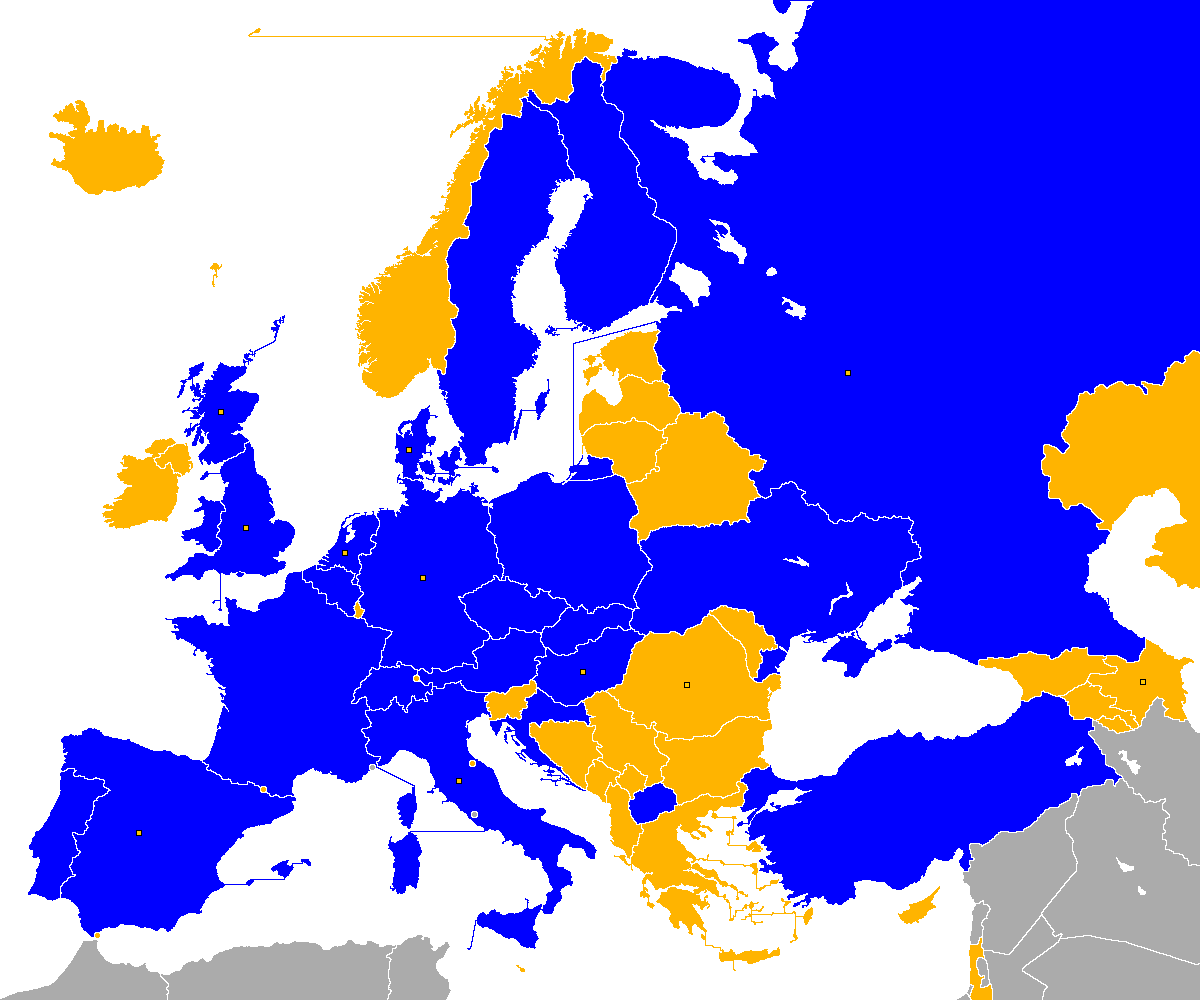
Équipes qui parviendront à se qualifier pour l’Euro 2020

Le Kosovo a été admis à l'UEFA le 3 mai 2016 et participe donc aux éliminatoires.
Pour la première fois depuis son introduction en 2003, le coefficient UEFA n'est pas utilisé pour déterminer les chapeaux pour le tirage au sort. Les équipes sont placées dans les chapeaux en fonction du classement général des 4 ligues de la Ligue des nations 2018-2019 (septembre à novembre 2018).
Ce classement permet de distribuer les cinquante-cinq fédérations dans plusieurs chapeaux. Un tirage au sort détermine la composition des groupes éliminatoires (A à J) en tirant une équipe de chaque chapeau en commençant par le chapeau des têtes de série.
| Chapeau 1  | Chapeau 1   | Chapeau 2          | Chapeau 2   | Chapeau 3            | Chapeau 3   | Chapeau 4  | Chapeau 4   | Chapeau 5         | Chapeau 5   | Chapeau 6     | Chapeau 6   |
| Suisse     | 1er Ligue A | Allemagne          | 11e Ligue A | Slovaquie            | 9e Ligue B  | Hongrie    | 7e Ligue C  | Macédoine du Nord | 2e Ligue D  | Lettonie      | 12e Ligue D |
| Portugal   | 2e Ligue A  | Islande            | 12e Ligue A | Turquie              | 10e Ligue B | Roumanie   | 8e Ligue C  | Kosovo            | 3e Ligue D  | Liechtenstein | 13e Ligue D |
| Pays-Bas   | 3e Ligue A  | Bosnie-Herzégovine | 1er Ligue B | République d'Irlande | 11e Ligue B | Grèce      | 9e Ligue C  | Biélorussie       | 4e Ligue D  | Andorre       | 14e Ligue D |
| Angleterre | 4e Ligue A  | Ukraine            | 2e Ligue B  | Irlande du Nord      | 12e Ligue B | Albanie    | 10e Ligue C | Luxembourg        | 5e Ligue D  | Malte         | 15e Ligue D |
| Belgique   | 5e Ligue A  | Danemark           | 3e Ligue B  | Écosse               | 1er Ligue C | Monténégro | 11e Ligue C | Arménie           | 6e Ligue D  | Saint-Marin   | 16e Ligue D |
| France     | 6e Ligue A  | Suède              | 4e Ligue B  | Norvège              | 2e Ligue C  | Chypre     | 12e Ligue C | Azerbaïdjan       | 7e Ligue D  |               |             |
| Espagne    | 7e Ligue A  | Russie             | 5e Ligue B  | Serbie               | 3e Ligue C  | Estonie    | 13e Ligue C | Kazakhstan        | 8e Ligue D  |               |             |
| Italie     | 8e Ligue A  | Autriche           | 6e Ligue B  | Finlande             | 4e Ligue C  | Slovénie   | 14e Ligue C | Moldavie          | 9e Ligue D  |               |             |
| Croatie    | 9e Ligue A  | Pays de Galles     | 7e Ligue B  | Bulgarie             | 5e Ligue C  | Lituanie   | 15e Ligue C | Gibraltar         | 10e Ligue D |               |             |
| Pologne    | 10e Ligue A | Tchéquie           | 8e Ligue B  | Israël               | 6e Ligue C  | Géorgie    | 1er Ligue D | Îles Féroé        | 11e Ligue D |               |             |

Légende
- Sous-chapeau Ligue des nations
- Équipe qui parviendra à se qualifier pour l'Euro 2020

### Aménagements avant le tirage au sort
- Raisons politiques

L'UEFA décide que pour des raisons politiques les duos suivants ne peuvent pas être tirés au sort dans le même groupe : 
1. Gibraltar/Espagne
2. Kosovo/Bosnie-Herzégovine
3. Kosovo/Serbie

(Les deux paires : Arménie/Azerbaïdjan et Russie/Ukraine ont également été identifiées comme des affrontements interdits, mais les équipes de ces paires étaient toutes dans le même chapeau lors du tirage au sort.)
- Raisons climatiques

En raison de conditions hivernales, un groupe peut contenir au maximum 2 des équipes suivantes : Biélorussie, Estonie, Finlande*, Îles Féroé*, Islande*, Kazakhstan, Lettonie, Lituanie, Norvège, Russie, Suède, Ukraine.
Les équipes avec une étoile sont considérées comme "hôtes à l'hiver rigoureux" et n'accueillent pas de matches en mars et novembre.
- Raisons géographiques

Pour éviter tout voyage excessif, un groupe peut contenir au maximum une des paires suivantes : 
1. Kazakhstan avec Andorre, Angleterre, Écosse, Espagne, France, Gibraltar, Irlande, Irlande du Nord, Islande, Malte, Portugal, Pays de Galles
2. Azerbaïdjan avec Islande, Portugal
3. Islande avec Arménie, Chypre, Géorgie, Israël

- Raisons compétitives

1. Pour permettre aux équipes organisant l'Euro 2020 de se qualifier, un groupe peut contenir au maximum 2 des équipes suivantes : Allemagne, Angleterre, Azerbaïdjan, Danemark, Écosse, Espagne, Hongrie, Irlande, Italie, Pays-Bas, Roumanie, Russie[4],[5].
2. Afin de ne pas entrer en concurrence avec le dernier carré de la Ligue des Nations, les 4 équipes y participant (Suisse, Portugal, Angleterre, Pays-Bas) sont tirées au sort dans les quatre premiers groupes de 5 équipes (groupes A-D)[5].

## Groupes

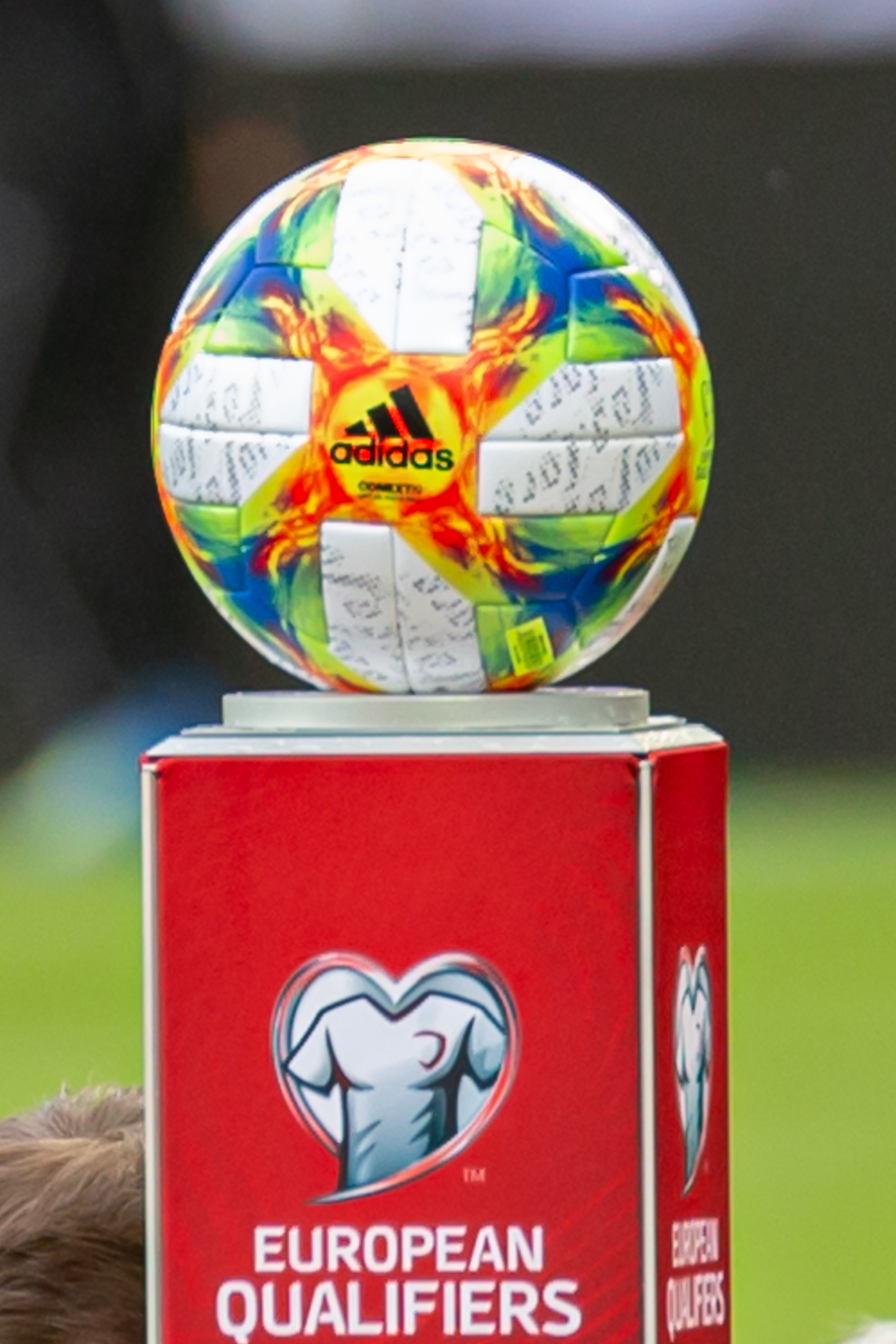
Le ballon officiel des éliminatoires de l'Euro 2020.

La phase de qualification est jouée en groupes selon le système de championnat, chaque équipe rencontrant tous les adversaires du même groupe en matchs aller et retour. Une victoire rapporte trois points, un match nul un point et une défaite zéro point. 

### Critères

#### Critères pour le classement des groupes
En cas d’égalité de points de plusieurs équipes à l'issue des matchs de groupe, les critères suivants sont appliqués dans l'ordre indiqué pour établir leur classement :
1. plus grand nombre de points obtenus dans les matchs de groupe disputés entre les équipes concernées ;
2. meilleure différence de buts dans les matchs de groupe disputés entre les équipes concernées ;
3. plus grand nombre de buts marqués lors des matchs de groupe disputés entre les équipes concernées ;
4. plus grand nombre de buts marqués à l’extérieur dans les matchs de groupe disputés entre les équipes concernées.
5. Si, après l'application des quatre premiers critères à plusieurs équipes, plusieurs équipes sont toujours à égalité, les critères suivants s’appliquent :
6. meilleure différence de buts dans tous les matchs du groupe ;
7. plus grand nombre de buts marqués dans tous les matchs du groupe ;
8. plus grand nombre de buts marqués à l’extérieur dans tous les matchs du groupe ;
9. plus grand nombre de victoires dans tous les matchs du groupe ;
10. plus grand nombre de victoires à l’extérieur dans tous les matchs du groupe ;
11. points disciplinaires dans tous les matchs du groupe (barème : -1 point pour un carton jaune, -3 points pour deux cartons jaunes menant à un carton rouge, -3 points pour un carton rouge direct) ;
12. Position au classement général de la Ligue des nations.

#### Critères pour le classement général
Pour déterminer le classement général des éliminatoires, les résultats contre les équipes classées sixièmes ne sont pas pris en compte puis les critères suivants sont appliqués :
1. Position des équipes dans chaque groupe ;
2. Plus grand nombre de points obtenus ;
3. Meilleure différence de buts générale ;
4. Plus grand nombre de buts marqués ;
5. Plus grand nombre de buts marqués à l'extérieur ;
6. Plus grand nombre de victoires ;
7. Plus grand nombre de victoires à l'extérieur ;
8. Points disciplinaires dans tous les matchs du groupe (-1 point pour un carton jaune, -3 points pour deux cartons jaunes menant à un carton rouge, -3 points pour un carton rouge direct) ;
9. Position au classement général de la Ligue des nations.

Légende des classements
- Qualifié pour l'Euro 2020

(B) : Équipes barragistes
Légende des résultats
- Victoire à domicile/Défaite à l'extérieur
- Match nul
- Victoire à l'extérieur/Défaite à domicile

### Groupe A
| Rang | Équipe       | Pts | J | G | N | P | Bp | Bc | Diff |  | Résultats (▼ dom., ► ext.) |     |     |     |     |     |
| ---- | ------------ | --- | - | - | - | - | -- | -- | ---- |  | -------------------------- | --- | --- | --- | --- | --- |
| 1    | Angleterre   | 21  | 8 | 7 | 0 | 1 | 37 | 6  | +31  |  | Angleterre                 |     | 5-0 | 5-3 | 4-0 | 7-0 |
| 2    | Tchéquie     | 15  | 8 | 5 | 0 | 3 | 13 | 11 | +2   |  | Tchéquie                   | 2-1 |     | 2-1 | 2-1 | 3-0 |
| 3    | Kosovo (B)   | 11  | 8 | 3 | 2 | 3 | 13 | 16 | -3   |  | Kosovo (B)                 | 0-4 | 2-1 |     | 1-1 | 2-0 |
| 4    | Bulgarie (B) | 6   | 8 | 1 | 3 | 4 | 6  | 17 | -11  |  | Bulgarie (B)               | 0-6 | 1-0 | 2-3 |     | 1-1 |
| 5    | Monténégro   | 3   | 8 | 0 | 3 | 5 | 3  | 22 | -19  |  | Monténégro                 | 1-5 | 0-3 | 1-1 | 0-0 |     |

### Groupe B
| Rang | Équipe     | Pts | J | G | N | P | Bp | Bc | Diff |  | Résultats (▼ dom., ► ext.) |     |     |     |     |     |
| ---- | ---------- | --- | - | - | - | - | -- | -- | ---- |  | -------------------------- | --- | --- | --- | --- | --- |
| 1    | Ukraine    | 20  | 8 | 6 | 2 | 0 | 17 | 4  | +13  |  | Ukraine                    |     | 2-1 | 5-0 | 1-0 | 2-0 |
| 2    | Portugal   | 17  | 8 | 5 | 2 | 1 | 22 | 6  | +16  |  | Portugal                   | 0-0 |     | 1-1 | 3-0 | 6-0 |
| 3    | Serbie (B) | 14  | 8 | 4 | 2 | 2 | 17 | 17 | 0    |  | Serbie (B)                 | 2-2 | 2-4 |     | 3-2 | 4-1 |
| 4    | Luxembourg | 4   | 8 | 1 | 1 | 6 | 7  | 16 | -9   |  | Luxembourg                 | 1-2 | 0-2 | 1-3 |     | 2-1 |
| 5    | Lituanie   | 1   | 8 | 0 | 1 | 7 | 5  | 25 | -20  |  | Lituanie                   | 0-3 | 1-5 | 1-2 | 1-1 |     |

### Groupe C
| Rang | Équipe              | Pts | J | G | N | P | Bp | Bc | Diff |  | Résultats (▼ dom., ► ext.) |     |     |     |     |     |
| ---- | ------------------- | --- | - | - | - | - | -- | -- | ---- |  | -------------------------- | --- | --- | --- | --- | --- |
| 1    | Allemagne           | 21  | 8 | 7 | 0 | 1 | 30 | 7  | +23  |  | Allemagne                  |     | 2-4 | 6-1 | 4-0 | 8-0 |
| 2    | Pays-Bas            | 19  | 8 | 6 | 1 | 1 | 24 | 7  | +17  |  | Pays-Bas                   | 2-3 |     | 3-1 | 4-0 | 5-0 |
| 3    | Irlande du Nord (B) | 13  | 8 | 4 | 1 | 3 | 9  | 13 | -4   |  | Irlande du Nord (B)        | 0-2 | 0-0 |     | 2-1 | 2-0 |
| 4    | Biélorussie (B)     | 4   | 8 | 1 | 1 | 6 | 4  | 16 | -12  |  | Biélorussie (B)            | 0-2 | 1-2 | 0-1 |     | 0-0 |
| 5    | Estonie             | 1   | 8 | 0 | 1 | 7 | 2  | 26 | -24  |  | Estonie                    | 0-3 | 0-4 | 1-2 | 1-2 |     |

### Groupe D
| Rang | Équipe                   | Pts | J | G | N | P | Bp | Bc | Diff |  | Résultats (▼ dom., ► ext.) |     |     |     |     |     |
| ---- | ------------------------ | --- | - | - | - | - | -- | -- | ---- |  | -------------------------- | --- | --- | --- | --- | --- |
| 1    | Suisse                   | 17  | 8 | 5 | 2 | 1 | 19 | 6  | +13  |  | Suisse                     |     | 3-3 | 2-0 | 1-0 | 4-0 |
| 2    | Danemark                 | 16  | 8 | 4 | 4 | 0 | 23 | 6  | +17  |  | Danemark                   | 1-0 |     | 1-1 | 5-1 | 6-0 |
| 3    | République d'Irlande (B) | 13  | 8 | 3 | 4 | 1 | 7  | 5  | +2   |  | République d'Irlande (B)   | 1-1 | 1-1 |     | 1-0 | 2-0 |
| 4    | Géorgie (B)              | 8   | 8 | 2 | 2 | 4 | 7  | 11 | -4   |  | Géorgie (B)                | 0-2 | 0-0 | 0-0 |     | 3-0 |
| 5    | Gibraltar                | 0   | 8 | 0 | 0 | 8 | 3  | 31 | -28  |  | Gibraltar                  | 1-6 | 0-6 | 0-1 | 2-3 |     |

### Groupe E
| Rang | Équipe         | Pts | J | G | N | P | Bp | Bc | Diff |  | Résultats (▼ dom., ► ext.) |     |     |     |     |     |
| ---- | -------------- | --- | - | - | - | - | -- | -- | ---- |  | -------------------------- | --- | --- | --- | --- | --- |
| 1    | Croatie        | 17  | 8 | 5 | 2 | 1 | 17 | 7  | +10  |  | Croatie                    |     | 2-1 | 3-1 | 3-0 | 2-1 |
| 2    | Pays de Galles | 14  | 8 | 4 | 2 | 2 | 10 | 6  | +4   |  | Pays de Galles             | 1-1 |     | 1-0 | 2-0 | 2-1 |
| 3    | Slovaquie (B)  | 13  | 8 | 4 | 1 | 3 | 13 | 11 | +2   |  | Slovaquie (B)              | 0-4 | 1-1 |     | 2-0 | 2-0 |
| 4    | Hongrie (B)    | 12  | 8 | 4 | 0 | 4 | 8  | 11 | -3   |  | Hongrie (B)                | 2-1 | 1-0 | 1-2 |     | 1-0 |
| 5    | Azerbaïdjan    | 1   | 8 | 0 | 1 | 7 | 5  | 18 | -13  |  | Azerbaïdjan                | 1-1 | 0-2 | 1-5 | 1-3 |     |

### Groupe F
| Rang | Équipe       | Pts | J  | G | N | P | Bp | Bc | Diff |  | Résultats (▼ dom., ► ext.) |     |     |     |     |     |     |
| ---- | ------------ | --- | -- | - | - | - | -- | -- | ---- |  | -------------------------- | --- | --- | --- | --- | --- | --- |
| 1    | Espagne      | 26  | 10 | 8 | 2 | 0 | 31 | 5  | +26  |  | Espagne                    |     | 3-0 | 2-1 | 5-0 | 4-0 | 7-0 |
| 2    | Suède        | 21  | 10 | 6 | 3 | 1 | 23 | 9  | +14  |  | Suède                      | 1-1 |     | 1-1 | 2-1 | 3-0 | 3-0 |
| 3    | Norvège (B)  | 17  | 10 | 4 | 5 | 1 | 19 | 11 | +8   |  | Norvège (B)                | 1-1 | 3-3 |     | 2-2 | 4-0 | 2-0 |
| 4    | Roumanie (B) | 14  | 10 | 4 | 2 | 4 | 17 | 15 | +2   |  | Roumanie (B)               | 1-2 | 0-2 | 1-1 |     | 4-1 | 1-0 |
| 5    | Îles Féroé   | 3   | 10 | 1 | 0 | 9 | 4  | 30 | -26  |  | Îles Féroé                 | 1-4 | 0-4 | 0-2 | 0-3 |     | 1-0 |
| 6    | Malte        | 3   | 10 | 1 | 0 | 9 | 3  | 27 | -24  |  | Malte                      | 0-2 | 0-4 | 1-2 | 0-4 | 2-1 |     |

### Groupe G
| Rang | Équipe                | Pts | J  | G | N | P | Bp | Bc | Diff |  | Résultats (▼ dom., ► ext.) |     |     |     |     |     |     |
| ---- | --------------------- | --- | -- | - | - | - | -- | -- | ---- |  | -------------------------- | --- | --- | --- | --- | --- | --- |
| 1    | Pologne               | 25  | 10 | 8 | 1 | 1 | 18 | 5  | +13  |  | Pologne                    |     | 0-0 | 2-0 | 3-2 | 4-0 | 2-0 |
| 2    | Autriche              | 19  | 10 | 6 | 1 | 3 | 19 | 9  | +10  |  | Autriche                   | 0-1 |     | 2-1 | 1-0 | 3-1 | 6-0 |
| 3    | Macédoine du Nord (B) | 14  | 10 | 4 | 2 | 4 | 12 | 13 | -1   |  | Macédoine du Nord (B)      | 0-1 | 1-4 |     | 2-1 | 1-0 | 3-1 |
| 4    | Slovénie              | 14  | 10 | 4 | 2 | 4 | 16 | 11 | +5   |  | Slovénie                   | 2-0 | 0-1 | 1-1 |     | 3-2 | 1-0 |
| 5    | Israël (B)            | 11  | 10 | 3 | 2 | 5 | 16 | 18 | -2   |  | Israël (B)                 | 1-2 | 4-2 | 1-1 | 1-1 |     | 3-1 |
| 6    | Lettonie              | 3   | 10 | 1 | 0 | 9 | 3  | 28 | -25  |  | Lettonie                   | 0-3 | 1-0 | 0-2 | 0-5 | 0-3 |     |

### Groupe H
| Rang | Équipe      | Pts | J  | G | N | P | Bp | Bc | Diff |  | Résultats (▼ dom., ► ext.) |     |     |     |     |     |     |
| ---- | ----------- | --- | -- | - | - | - | -- | -- | ---- |  | -------------------------- | --- | --- | --- | --- | --- | --- |
| 1    | France      | 25  | 10 | 8 | 1 | 1 | 25 | 6  | +19  |  | France                     |     | 1-1 | 4-0 | 4-1 | 3-0 | 2-1 |
| 2    | Turquie     | 23  | 10 | 7 | 2 | 1 | 18 | 3  | +15  |  | Turquie                    | 2-0 |     | 0-0 | 1-0 | 1-0 | 4-0 |
| 3    | Islande (B) | 19  | 10 | 6 | 1 | 3 | 14 | 11 | +3   |  | Islande (B)                | 0-1 | 2-1 |     | 1-0 | 2-0 | 3-0 |
| 4    | Albanie     | 13  | 10 | 4 | 1 | 5 | 16 | 14 | +2   |  | Albanie                    | 0-2 | 0-2 | 4-2 |     | 2-2 | 2-0 |
| 5    | Andorre     | 4   | 10 | 1 | 1 | 8 | 3  | 20 | -17  |  | Andorre                    | 0-4 | 0-2 | 0-2 | 0-3 |     | 1-0 |
| 6    | Moldavie    | 3   | 10 | 1 | 0 | 9 | 4  | 26 | -22  |  | Moldavie                   | 1-4 | 0-4 | 1-2 | 0-4 | 1-0 |     |

### Groupe I
| Rang | Équipe      | Pts | J  | G  | N | P  | Bp | Bc | Diff |  | Résultats (▼ dom., ► ext.) |     |     |     |     |     |     |
| ---- | ----------- | --- | -- | -- | - | -- | -- | -- | ---- |  | -------------------------- | --- | --- | --- | --- | --- | --- |
| 1    | Belgique    | 30  | 10 | 10 | 0 | 0  | 40 | 3  | +37  |  | Belgique                   |     | 3-1 | 3-0 | 6-1 | 3-0 | 9-0 |
| 2    | Russie      | 24  | 10 | 8  | 0 | 2  | 33 | 8  | +25  |  | Russie                     | 1-4 |     | 4-0 | 1-0 | 1-0 | 9-0 |
| 3    | Écosse (B)  | 15  | 10 | 5  | 0 | 5  | 16 | 19 | -3   |  | Écosse (B)                 | 0-4 | 1-2 |     | 2-1 | 3-1 | 6-0 |
| 4    | Chypre      | 10  | 10 | 3  | 1 | 6  | 15 | 20 | -5   |  | Chypre                     | 0-2 | 0-5 | 1-2 |     | 1-1 | 5-0 |
| 5    | Kazakhstan  | 10  | 10 | 3  | 1 | 6  | 13 | 17 | -4   |  | Kazakhstan                 | 0-2 | 0-4 | 3-0 | 1-2 |     | 4-0 |
| 6    | Saint-Marin | 0   | 10 | 0  | 0 | 10 | 1  | 51 | -50  |  | Saint-Marin                | 0-4 | 0-5 | 0-2 | 0-4 | 1-3 |     |

### Groupe J
| Rang | Équipe                 | Pts | J  | G  | N | P | Bp | Bc | Diff |  | Résultats (▼ dom., ► ext.) |     |     |     |     |     |     |
| ---- | ---------------------- | --- | -- | -- | - | - | -- | -- | ---- |  | -------------------------- | --- | --- | --- | --- | --- | --- |
| 1    | Italie                 | 30  | 10 | 10 | 0 | 0 | 37 | 4  | +33  |  | Italie                     |     | 2-0 | 2-0 | 2-1 | 9-1 | 6-0 |
| 2    | Finlande               | 18  | 10 | 6  | 0 | 4 | 16 | 10 | +6   |  | Finlande                   | 1-2 |     | 1-0 | 2-0 | 3-0 | 3-0 |
| 3    | Grèce                  | 14  | 10 | 4  | 2 | 4 | 12 | 14 | -2   |  | Grèce                      | 0-3 | 2-1 |     | 2-1 | 2-3 | 1-1 |
| 4    | Bosnie-Herzégovine (B) | 13  | 10 | 4  | 1 | 5 | 20 | 17 | +3   |  | Bosnie-Herzégovine (B)     | 0-3 | 4-1 | 2-2 |     | 2-1 | 5-0 |
| 5    | Arménie                | 10  | 10 | 3  | 1 | 6 | 14 | 25 | -11  |  | Arménie                    | 1-3 | 0-2 | 0-1 | 4-2 |     | 3-0 |
| 6    | Liechtenstein          | 2   | 10 | 0  | 2 | 8 | 2  | 31 | -29  |  | Liechtenstein              | 0-5 | 0-2 | 0-2 | 0-3 | 1-1 |     |

## Barrages

### Format
À l'issue des éliminatoires, il reste quatre places à attribuer pour l'Euro 2020. Les derniers tickets se joueront en mars 2020 entre les 16 meilleures sélections non qualifiées selon les résultats de la Ligue des nations 2018-2019. Les barrages constituent donc un tour de repêchage pour des équipes ayant échoué lors des éliminatoires. Le tirage au sort a lieu le 22 novembre 2019. 
Chaque groupe de barrages, un par ligue (A, B, C, D),  contient quatre équipes et se dispute par élimination directe (avec deux «demi-finales» et une «finale», disputées sur un match unique). Les quatre vainqueurs de ces groupes décrocheront leurs billets pour l'Euro 2020. 
Résultats en éliminatoires des équipes suivant le tableau de la Ligue des nations 2019
- V : Vainqueur de groupe de la Ligue des Nations
- H : Pays hôte de l'Euro 2020
- Sélection qualifiée
- Sélection barragiste
- Sélection éliminée

| Ligue A | Ligue A        |
| Rang    | Nation         |
| ------- | -------------- |
| 1er     | Portugal V     |
| 2e      | Pays-Bas V H   |
| 3e      | Angleterre V H |
| 4e      | Suisse V       |
| 5e      | Belgique       |
| 6e      | France         |
| 7e      | Espagne H      |
| 8e      | Italie H       |
| 9e      | Croatie        |
| 10e     | Pologne        |
| 11e     | Allemagne H    |
| 12e     | Islande        |

| Ligue B | Ligue B                |
| Rang    | Nation                 |
| ------- | ---------------------- |
| 13e     | Bosnie-Herzégovine V   |
| 14e     | Ukraine V              |
| 15e     | Danemark V H           |
| 16e     | Suède V                |
| 17e     | Russie H               |
| 18e     | Autriche               |
| 19e     | Pays de Galles         |
| 20e     | Tchéquie               |
| 21e     | Slovaquie              |
| 22e     | Turquie                |
| 23e     | République d'Irlande H |
| 24e     | Irlande du Nord        |

| Ligue C | Ligue C    |
| Rang    | Nation     |
| ------- | ---------- |
| 25e     | Écosse V H |
| 26e     | Norvège V  |
| 27e     | Serbie V   |
| 28e     | Finlande V |
| 29e     | Bulgarie   |
| 30e     | Israël     |
| 31e     | Hongrie H  |
| 32e     | Roumanie H |
| 33e     | Grèce      |
| 34e     | Albanie    |
| 35e     | Monténégro |
| 36e     | Chypre     |
| 37e     | Estonie    |
| 38e     | Slovénie   |
| 39e     | Lituanie   |

| Ligue D | Ligue D             |
| Rang    | Nation              |
| ------- | ------------------- |
| 40e     | Géorgie V           |
| 41e     | Macédoine du Nord V |
| 42e     | Kosovo V            |
| 43e     | Biélorussie V       |
| 44e     | Luxembourg          |
| 45e     | Arménie             |
| 46e     | Azerbaïdjan H       |
| 47e     | Kazakhstan          |
| 48e     | Moldavie            |
| 49e     | Gibraltar           |
| 50e     | Îles Féroé          |
| 51e     | Lettonie            |
| 52e     | Liechtenstein       |
| 53e     | Andorre             |
| 54e     | Malte               |
| 55e     | Saint-Marin         |

### Sélection

#### Règles
Sur la base des résultats de la Ligue des nations 2018-19, les barragistes sont sélectionnés selon les critères suivants : 
1. Les vainqueurs de groupe de la ligue des nations non qualifiés
2. Si le vainqueur de groupe est déjà qualifié (via les éliminatoires), le pays le mieux classé dans sa ligue est sélectionné parmi les non qualifiés
3. Dans le cas où il reste moins de quatre équipes non qualifiées pour une ligue donnée, les places restantes pour cette ligue sont attribuées en fonction du classement général
4. Un vainqueur de groupe (Ligue des nations) ne peut pas être placé dans un groupe de barrage d'une ligue supérieure à la sienne
5. Si un groupe de barrages contient au moins un vainqueur de groupe ne disposant pas d'assez d'équipes issues de la même ligue, les places restantes sont attribuées aux équipes issues d'une ligue inférieure

#### Équipes
Ont ainsi obtenu leur place de barragiste grâce à leur classement dans la Ligue des Nations :
- A) l'Islande, seule équipe de Ligue A qui ne s'est pas qualifiée directement ;
- B) la Bosnie-Herzégovine, qui avait une place garantie en tant que vainqueur de groupe en Ligue B, ainsi que les trois seules autres équipes de Ligue B qui ne se sont pas qualifiées (la Slovaquie, l'Irlande et l'Irlande du Nord) ;
- C) l'Écosse, la Norvège et la Serbie, qui avaient une place garantie en tant que vainqueur de groupe en Ligue C, ainsi que la Bulgarie, Israël, la Hongrie et la Roumanie les autres équipes de Ligue C non-qualifiées les mieux classées de la Ligue des Nations[9].
- D) la Géorgie, la Macédoine du Nord, le Kosovo et la Biélorussie qui avaient une place garantie en tant que vainqueur de groupe en Ligue D.

### Tableau des barrages
| Ligue A | Ligue A  |
| Rang    | Équipes  |
| ------- | -------- |
| 1       | Islande  |
| 2       | Bulgarie |
| 3       | Hongrie  |
| 4       | Roumanie |

| Ligue B | Ligue B              |
| Rang    | Équipes              |
| ------- | -------------------- |
| 1       | Bosnie-Herzégovine   |
| 2       | Slovaquie            |
| 3       | République d'Irlande |
| 4       | Irlande du Nord      |

| Ligue C | Ligue C |
| Rang    | Équipes |
| ------- | ------- |
| 1       | Écosse  |
| 2       | Norvège |
| 3       | Serbie  |
| 4       | Israël  |

| Ligue D | Ligue D           |
| Rang    | Équipes           |
| ------- | ----------------- |
| 1       | Géorgie           |
| 2       | Macédoine du Nord |
| 3       | Kosovo            |
| 4       | Biélorussie       |

Les oppositions des groupes de barrages sont déterminées comme suit : 
- La sélection la mieux classée dans chaque ligue affronte la sélection classé quatrième
- La sélection classée deuxième dans chaque ligue affronte la sélection classé troisième
- Les deux sélections les mieux classées reçoivent en match de «demi-finale»
- Les hôtes des «finales» sont déterminés par un tirage au sort

En raison de la pandémie de coronavirus, les barrages ne sont finalement pas joués en mars. À la suite du report de l'Euro 2020, les barrages devraient avoir lieu en octobre et novembre 2020. 

#### Voie de la ligue A
|  | Demi-finale                                        | Demi-finale                                        | Demi-finale                                        | Demi-finale                                        |         |         | Finale                                          | Finale                                          | Finale                                          | Finale                                          |
|  |                                                    |                                                    |                                                    |                                                    |         |         |                                                 |                                                 |                                                 |                                                 |
|  | 8 octobre 2020 Stade national Vassil-Levski, Sofia | 8 octobre 2020 Stade national Vassil-Levski, Sofia | 8 octobre 2020 Stade national Vassil-Levski, Sofia | 8 octobre 2020 Stade national Vassil-Levski, Sofia |         |         | 12 novembre 2020, Stade Ferenc-Puskás, Budapest | 12 novembre 2020, Stade Ferenc-Puskás, Budapest | 12 novembre 2020, Stade Ferenc-Puskás, Budapest | 12 novembre 2020, Stade Ferenc-Puskás, Budapest |
|  | Bulgarie                                           | Bulgarie                                           | 1                                                  | 1                                                  |         |         | 12 novembre 2020, Stade Ferenc-Puskás, Budapest | 12 novembre 2020, Stade Ferenc-Puskás, Budapest | 12 novembre 2020, Stade Ferenc-Puskás, Budapest | 12 novembre 2020, Stade Ferenc-Puskás, Budapest |
|  | Bulgarie                                           | Bulgarie                                           | 1                                                  | 1                                                  |         |         | 12 novembre 2020, Stade Ferenc-Puskás, Budapest | 12 novembre 2020, Stade Ferenc-Puskás, Budapest | 12 novembre 2020, Stade Ferenc-Puskás, Budapest | 12 novembre 2020, Stade Ferenc-Puskás, Budapest |
|  | Hongrie                                            | Hongrie                                            | 3                                                  | 3                                                  |         |         | 12 novembre 2020, Stade Ferenc-Puskás, Budapest | 12 novembre 2020, Stade Ferenc-Puskás, Budapest | 12 novembre 2020, Stade Ferenc-Puskás, Budapest | 12 novembre 2020, Stade Ferenc-Puskás, Budapest |
|  | Hongrie                                            | Hongrie                                            | 3                                                  | 3                                                  | Hongrie | Hongrie | 2                                               | 2                                               |                                                 |                                                 |
|  | 8 octobre 2020 Laugardalsvöllur, Reykjavik         |                                                    |                                                    |                                                    | Hongrie | Hongrie | 2                                               | 2                                               |                                                 |                                                 |
|  |                                                    |                                                    | Islande                                            | Islande                                            | 1       | 1       |                                                 |                                                 |                                                 |                                                 |
|  | Islande                                            | Islande                                            | Islande                                            | Islande                                            | 1       | 1       | 2                                               | 2                                               |                                                 |                                                 |
|  | Islande                                            | Islande                                            |                                                    |                                                    |         |         |                                                 | 2                                               |                                                 |                                                 |
|  | Roumanie                                           | Roumanie                                           | 1                                                  | 1                                                  |         |         |                                                 |                                                 |                                                 |                                                 |
|  | Roumanie                                           | Roumanie                                           | 1                                                  | 1                                                  |         |         |                                                 |                                                 |                                                 |                                                 |

#### Voie de la ligue B
|  | Demi-finale                               | Demi-finale                               | Demi-finale                               | Demi-finale                               |                 |                 | Finale                                  | Finale                                  | Finale                                  | Finale                                  |
|  |                                           |                                           |                                           |                                           |                 |                 |                                         |                                         |                                         |                                         |
|  | 8 octobre 2020 Stade Bilino-Polje, Zenica | 8 octobre 2020 Stade Bilino-Polje, Zenica | 8 octobre 2020 Stade Bilino-Polje, Zenica | 8 octobre 2020 Stade Bilino-Polje, Zenica |                 |                 | 12 novembre 2020, Windsor Park, Belfast | 12 novembre 2020, Windsor Park, Belfast | 12 novembre 2020, Windsor Park, Belfast | 12 novembre 2020, Windsor Park, Belfast |
|  | Bosnie-Herzégovine                        | Bosnie-Herzégovine                        | 1ap (3)                                   | 1ap (3)                                   |                 |                 | 12 novembre 2020, Windsor Park, Belfast | 12 novembre 2020, Windsor Park, Belfast | 12 novembre 2020, Windsor Park, Belfast | 12 novembre 2020, Windsor Park, Belfast |
|  | Bosnie-Herzégovine                        | Bosnie-Herzégovine                        | 1ap (3)                                   | 1ap (3)                                   |                 |                 | 12 novembre 2020, Windsor Park, Belfast | 12 novembre 2020, Windsor Park, Belfast | 12 novembre 2020, Windsor Park, Belfast | 12 novembre 2020, Windsor Park, Belfast |
|  | Irlande du Nord                           | Irlande du Nord                           | 1 tab(4)                                  | 1 tab(4)                                  |                 |                 | 12 novembre 2020, Windsor Park, Belfast | 12 novembre 2020, Windsor Park, Belfast | 12 novembre 2020, Windsor Park, Belfast | 12 novembre 2020, Windsor Park, Belfast |
|  | Irlande du Nord                           | Irlande du Nord                           | 1 tab(4)                                  | 1 tab(4)                                  | Irlande du Nord | Irlande du Nord | 1                                       | 1                                       |                                         |                                         |
|  | 8 octobre 2020 Tehelné pole, Bratislava   |                                           |                                           |                                           | Irlande du Nord | Irlande du Nord | 1                                       | 1                                       |                                         |                                         |
|  |                                           |                                           | Slovaquie                                 | Slovaquie                                 | 2 ap            | 2 ap            |                                         |                                         |                                         |                                         |
|  | Slovaquie                                 | Slovaquie                                 | Slovaquie                                 | Slovaquie                                 | 2 ap            | 2 ap            | 0a. p. (4)                              | 0a. p. (4)                              |                                         |                                         |
|  | Slovaquie                                 | Slovaquie                                 |                                           |                                           |                 |                 |                                         | 0a. p. (4)                              |                                         |                                         |
|  | République d'Irlande                      | République d'Irlande                      | 0 tab(2)                                  | 0 tab(2)                                  |                 |                 |                                         |                                         |                                         |                                         |
|  | République d'Irlande                      | République d'Irlande                      | 0 tab(2)                                  | 0 tab(2)                                  |                 |                 |                                         |                                         |                                         |                                         |

#### Voie de la ligue C
|  | Demi-finale                           | Demi-finale                           | Demi-finale                           | Demi-finale                           |          |          | Finale                                        | Finale                                        | Finale                                        | Finale                                        |
|  |                                       |                                       |                                       |                                       |          |          |                                               |                                               |                                               |                                               |
|  | 8 octobre 2020 Ullevaal Stadion, Oslo | 8 octobre 2020 Ullevaal Stadion, Oslo | 8 octobre 2020 Ullevaal Stadion, Oslo | 8 octobre 2020 Ullevaal Stadion, Oslo |          |          | 12 novembre 2020, Stade Rajko Mitić, Belgrade | 12 novembre 2020, Stade Rajko Mitić, Belgrade | 12 novembre 2020, Stade Rajko Mitić, Belgrade | 12 novembre 2020, Stade Rajko Mitić, Belgrade |
|  | Norvège                               | Norvège                               | 1                                     | 1                                     |          |          | 12 novembre 2020, Stade Rajko Mitić, Belgrade | 12 novembre 2020, Stade Rajko Mitić, Belgrade | 12 novembre 2020, Stade Rajko Mitić, Belgrade | 12 novembre 2020, Stade Rajko Mitić, Belgrade |
|  | Norvège                               | Norvège                               | 1                                     | 1                                     |          |          | 12 novembre 2020, Stade Rajko Mitić, Belgrade | 12 novembre 2020, Stade Rajko Mitić, Belgrade | 12 novembre 2020, Stade Rajko Mitić, Belgrade | 12 novembre 2020, Stade Rajko Mitić, Belgrade |
|  | Serbie                                | Serbie                                | 2 ap                                  | 2 ap                                  |          |          | 12 novembre 2020, Stade Rajko Mitić, Belgrade | 12 novembre 2020, Stade Rajko Mitić, Belgrade | 12 novembre 2020, Stade Rajko Mitić, Belgrade | 12 novembre 2020, Stade Rajko Mitić, Belgrade |
|  | Serbie                                | Serbie                                | 2 ap                                  | 2 ap                                  | Serbie   | Serbie   | 1ap (4)                                       | 1ap (4)                                       |                                               |                                               |
|  | 8 octobre 2020 Hampden Park, Glasgow  |                                       |                                       |                                       | Serbie   | Serbie   | 1ap (4)                                       | 1ap (4)                                       |                                               |                                               |
|  |                                       |                                       | Écosse                                | Écosse                                | 1 tab(5) | 1 tab(5) |                                               |                                               |                                               |                                               |
|  | Écosse                                | Écosse                                | Écosse                                | Écosse                                | 1 tab(5) | 1 tab(5) | 0ap (5)                                       | 0ap (5)                                       |                                               |                                               |
|  | Écosse                                | Écosse                                |                                       |                                       |          |          |                                               | 0ap (5)                                       |                                               |                                               |
|  | Israël                                | Israël                                | 0 tab(3)                              | 0 tab(3)                              |          |          |                                               |                                               |                                               |                                               |
|  | Israël                                | Israël                                | 0 tab(3)                              | 0 tab(3)                              |          |          |                                               |                                               |                                               |                                               |

#### Voie de la ligue D
|  | Demi-finale                                    | Demi-finale                                    | Demi-finale                                    | Demi-finale                                    |         |         | Finale                                           | Finale                                           | Finale                                           | Finale                                           |
|  |                                                |                                                |                                                |                                                |         |         |                                                  |                                                  |                                                  |                                                  |
|  | 8 octobre 2020 Stade Boris-Paichadze, Tbilissi | 8 octobre 2020 Stade Boris-Paichadze, Tbilissi | 8 octobre 2020 Stade Boris-Paichadze, Tbilissi | 8 octobre 2020 Stade Boris-Paichadze, Tbilissi |         |         | 12 novembre 2020 Stade Boris-Paichadze, Tbilissi | 12 novembre 2020 Stade Boris-Paichadze, Tbilissi | 12 novembre 2020 Stade Boris-Paichadze, Tbilissi | 12 novembre 2020 Stade Boris-Paichadze, Tbilissi |
|  | Géorgie                                        | Géorgie                                        | 1                                              | 1                                              |         |         | 12 novembre 2020 Stade Boris-Paichadze, Tbilissi | 12 novembre 2020 Stade Boris-Paichadze, Tbilissi | 12 novembre 2020 Stade Boris-Paichadze, Tbilissi | 12 novembre 2020 Stade Boris-Paichadze, Tbilissi |
|  | Géorgie                                        | Géorgie                                        | 1                                              | 1                                              |         |         | 12 novembre 2020 Stade Boris-Paichadze, Tbilissi | 12 novembre 2020 Stade Boris-Paichadze, Tbilissi | 12 novembre 2020 Stade Boris-Paichadze, Tbilissi | 12 novembre 2020 Stade Boris-Paichadze, Tbilissi |
|  | Biélorussie                                    | Biélorussie                                    | 0                                              | 0                                              |         |         | 12 novembre 2020 Stade Boris-Paichadze, Tbilissi | 12 novembre 2020 Stade Boris-Paichadze, Tbilissi | 12 novembre 2020 Stade Boris-Paichadze, Tbilissi | 12 novembre 2020 Stade Boris-Paichadze, Tbilissi |
|  | Biélorussie                                    | Biélorussie                                    | 0                                              | 0                                              | Géorgie | Géorgie | 0                                                | 0                                                |                                                  |                                                  |
|  | 8 octobre 2020 Toše Proeski Arena, Skopje      |                                                |                                                |                                                | Géorgie | Géorgie | 0                                                | 0                                                |                                                  |                                                  |
|  |                                                |                                                | Macédoine du Nord                              | Macédoine du Nord                              | 1       | 1       |                                                  |                                                  |                                                  |                                                  |
|  | Macédoine du Nord                              | Macédoine du Nord                              | Macédoine du Nord                              | Macédoine du Nord                              | 1       | 1       | 2                                                | 2                                                |                                                  |                                                  |
|  | Macédoine du Nord                              | Macédoine du Nord                              |                                                |                                                |         |         |                                                  | 2                                                |                                                  |                                                  |
|  | Kosovo                                         | Kosovo                                         | 1                                              | 1                                              |         |         |                                                  |                                                  |                                                  |                                                  |
|  | Kosovo                                         | Kosovo                                         | 1                                              | 1                                              |         |         |                                                  |                                                  |                                                  |                                                  |

Note : Dans le tableau de chaque voie ci-dessus, l'équipe jouant à domicile est affichée en premier

## Liste des 24 qualifiés pour la phase finale
|    | Équipe            | Raison                              | Date de qualification |
| -- | ----------------- | ----------------------------------- | --------------------- |
| 1  | Angleterre        | Éliminatoires, groupe A - 1re place | 14 novembre 2019      |
| 2  | Tchéquie          | Éliminatoires, groupe A - 2e place  | 14 novembre 2019      |
| 3  | Ukraine           | Éliminatoires, groupe B - 1re place | 14 octobre 2019       |
| 4  | Portugal          | Éliminatoires, groupe B - 2e place  | 17 novembre 2019      |
| 5  | Allemagne         | Éliminatoires, groupe C - 1re place | 16 novembre 2019      |
| 6  | Pays-Bas          | Éliminatoires, groupe C - 2e place  | 16 novembre 2019      |
| 7  | Suisse            | Éliminatoires, groupe D - 1re place | 18 novembre 2019      |
| 8  | Danemark          | Éliminatoires, groupe D - 2e place  | 18 novembre 2019      |
| 9  | Croatie           | Éliminatoires, groupe E - 1re place | 16 novembre 2019      |
| 10 | Pays de Galles    | Éliminatoires, groupe E - 2e place  | 19 novembre 2019      |
| 11 | Espagne           | Éliminatoires, groupe F - 1re place | 15 octobre 2019       |
| 12 | Suède             | Éliminatoires, groupe F - 2e place  | 15 novembre 2019      |
| 13 | Pologne           | Éliminatoires, groupe G - 1re place | 13 octobre 2019       |
| 14 | Autriche          | Éliminatoires, groupe G - 2e place  | 16 novembre 2019      |
| 15 | France            | Éliminatoires, groupe H - 1re place | 14 novembre 2019      |
| 16 | Turquie           | Éliminatoires, groupe H - 2e place  | 14 novembre 2019      |
| 17 | Belgique          | Éliminatoires, groupe I - 1re place | 10 octobre 2019       |
| 18 | Russie            | Éliminatoires, groupe I - 2e place  | 13 octobre 2019       |
| 19 | Italie            | Éliminatoires, groupe J - 1re place | 12 octobre 2019       |
| 20 | Finlande          | Éliminatoires, groupe J - 2e place  | 15 novembre 2019      |
| 21 | Hongrie           | Barrages de la Ligue A              | 12 novembre 2020      |
| 22 | Slovaquie         | Barrages de la Ligue B              | 12 novembre 2020      |
| 23 | Écosse            | Barrages de la Ligue C              | 12 novembre 2020      |
| 24 | Macédoine du Nord | Barrages de la Ligue D              | 12 novembre 2020      |

## Classement général
Voici le classement général des éliminatoires utilisé par l'UEFA pour placer les équipes dans les chapeaux en vue du tirage au sort de la phase finale.
Note : Pour les cinq groupes éliminatoires comprenant six équipes (F à J), les résultats contre les équipes classées sixièmes ne sont pas pris en compte.
| Rang | Gr | Nation               | Pts | J | G | N | P | Bp | Bc | Parcours                        |
| ---- | -- | -------------------- | --- | - | - | - | - | -- | -- | ------------------------------- |
| 1    | I  | Belgique             | 24  | 8 | 8 | 0 | 0 | 27 | 3  | Meilleur premier de groupe      |
| 2    | J  | Italie               | 24  | 8 | 8 | 0 | 0 | 26 | 4  | 2e meilleur premier de groupe   |
| 3    | A  | Angleterre           | 21  | 8 | 7 | 0 | 1 | 37 | 6  | 3e meilleur premier de groupe   |
| 4    | C  | Allemagne            | 21  | 8 | 7 | 0 | 1 | 30 | 7  | 4e meilleur premier de groupe   |
| 5    | F  | Espagne              | 20  | 8 | 6 | 2 | 0 | 22 | 5  | 5e meilleur premier de groupe   |
| 6    | B  | Ukraine              | 20  | 8 | 6 | 2 | 0 | 17 | 4  | 6e meilleur premier de groupe   |
| 7    | H  | France               | 19  | 8 | 6 | 1 | 1 | 19 | 4  | 7e meilleur premier de groupe   |
| 8    | G  | Pologne              | 19  | 8 | 6 | 1 | 1 | 13 | 5  | 8e meilleur premier de groupe   |
| 9    | D  | Suisse               | 17  | 8 | 5 | 2 | 1 | 19 | 6  | 9e meilleur premier de groupe   |
| 10   | E  | Croatie              | 17  | 8 | 5 | 2 | 1 | 17 | 7  | 10e meilleur premier de groupe  |
| 11   | C  | Pays-Bas             | 19  | 8 | 6 | 1 | 1 | 24 | 7  | Meilleur second de groupe       |
| 12   | I  | Russie               | 18  | 8 | 6 | 0 | 2 | 19 | 8  | 2e meilleur second de groupe    |
| 13   | B  | Portugal             | 17  | 8 | 5 | 2 | 1 | 22 | 6  | 3e meilleur second de groupe    |
| 14   | H  | Turquie              | 17  | 8 | 5 | 2 | 1 | 10 | 3  | 4e meilleur second de groupe    |
| 15   | D  | Danemark             | 16  | 8 | 4 | 4 | 0 | 23 | 5  | 5e meilleur second de groupe    |
| 16   | G  | Autriche             | 16  | 8 | 5 | 1 | 2 | 13 | 8  | 6e meilleur second de groupe    |
| 17   | F  | Suède                | 15  | 8 | 4 | 3 | 1 | 16 | 9  | 7e meilleur second de groupe    |
| 18   | A  | Tchéquie             | 15  | 8 | 5 | 0 | 3 | 13 | 12 | 8e meilleur second de groupe    |
| 19   | E  | Pays de Galles       | 14  | 8 | 4 | 2 | 2 | 10 | 6  | 9e meilleur second de groupe    |
| 20   | J  | Finlande             | 12  | 8 | 3 | 2 | 3 | 11 | 10 | 10e meilleur second de groupe   |
| 21   | B  | Serbie               | 14  | 8 | 4 | 2 | 2 | 17 | 17 | Meilleur troisième de groupe    |
| 22   | E  | Slovaquie            | 13  | 8 | 4 | 1 | 3 | 13 | 11 | 2e meilleur troisième de groupe |
| 23   | D  | République d'Irlande | 13  | 8 | 3 | 4 | 1 | 7  | 5  | 3e meilleur troisième de groupe |
| 24   | H  | Islande              | 13  | 8 | 4 | 1 | 3 | 9  | 10 | 4e meilleur troisième de groupe |
| 25   | C  | Irlande du Nord      | 13  | 8 | 4 | 1 | 3 | 9  | 13 | 5e meilleur troisième de groupe |
| 26   | F  | Norvège              | 11  | 8 | 2 | 5 | 1 | 17 | 10 | 6e meilleur troisième de groupe |
| 27   | A  | Kosovo               | 11  | 8 | 3 | 2 | 3 | 13 | 16 | 7e meilleur troisième de groupe |
| 28   | J  | Grèce                | 10  | 8 | 3 | 1 | 4 | 9  | 13 | 8e meilleur troisième de groupe |

| Rang | Gr | Nation             | Pts | J  | G | N | P  | Bp | Bc | Parcours                         |
| ---- | -- | ------------------ | --- | -- | - | - | -- | -- | -- | -------------------------------- |
| 29   | I  | Écosse             | 9   | 8  | 3 | 0 | 5  | 8  | 19 | 9e meilleur troisième de groupe  |
| 30   | G  | Macédoine du Nord  | 8   | 8  | 2 | 2 | 4  | 7  | 12 | 10e meilleur troisième de groupe |
| 31   | E  | Hongrie            | 12  | 8  | 4 | 0 | 4  | 8  | 11 | Meilleur quatrième de groupe     |
| 32   | G  | Slovénie           | 8   | 8  | 2 | 2 | 4  | 10 | 11 | 2e meilleur quatrième de groupe  |
| 33   | F  | Roumanie           | 8   | 8  | 2 | 2 | 4  | 12 | 15 | 3e meilleur quatrième de groupe  |
| 34   | D  | Géorgie            | 8   | 8  | 2 | 2 | 4  | 7  | 11 | 4e meilleur quatrième de groupe  |
| 35   | H  | Albanie            | 7   | 8  | 2 | 1 | 5  | 10 | 14 | 5e meilleur quatrième de groupe  |
| 36   | J  | Bosnie-Herzégovine | 7   | 8  | 2 | 1 | 5  | 12 | 17 | 6e meilleur quatrième de groupe  |
| 37   | A  | Bulgarie           | 6   | 8  | 1 | 3 | 4  | 6  | 17 | 7e meilleur quatrième de groupe  |
| 38   | C  | Biélorussie        | 4   | 8  | 1 | 1 | 6  | 4  | 16 | 8e meilleur quatrième de groupe  |
| 39   | B  | Luxembourg         | 4   | 8  | 1 | 1 | 6  | 7  | 16 | 9e meilleur quatrième de groupe  |
| 40   | I  | Chypre             | 4   | 8  | 1 | 1 | 6  | 6  | 20 | 10e meilleur quatrième de groupe |
| 41   | J  | Arménie            | 6   | 8  | 2 | 0 | 6  | 10 | 24 | Meilleur cinquième de groupe     |
| 42   | G  | Israël             | 5   | 8  | 1 | 2 | 5  | 10 | 16 | 2e meilleur cinquième de groupe  |
| 43   | I  | Kazakhstan         | 4   | 8  | 1 | 1 | 6  | 6  | 16 | 3e meilleur cinquième du groupe  |
| 44   | A  | Monténégro         | 3   | 8  | 0 | 3 | 5  | 3  | 22 | 4e meilleur cinquième de groupe  |
| 45   | E  | Azerbaïdjan        | 1   | 8  | 0 | 1 | 7  | 5  | 18 | 5e meilleur cinquième de groupe  |
| 46   | H  | Andorre            | 1   | 8  | 0 | 1 | 7  | 2  | 19 | 6e meilleur cinquième de groupe  |
| 47   | B  | Lituanie           | 1   | 8  | 0 | 1 | 7  | 5  | 25 | 7e meilleur cinquième de groupe  |
| 48   | C  | Estonie            | 1   | 8  | 0 | 1 | 7  | 2  | 26 | 8e meilleur cinquième de groupe  |
| 49   | F  | Îles Féroé         | 0   | 8  | 0 | 0 | 8  | 2  | 28 | 9e meilleur cinquième de groupe  |
| 50   | D  | Gibraltar          | 0   | 8  | 0 | 0 | 8  | 3  | 31 | 10e meilleur cinquième de groupe |
| 51   | H  | Moldavie           | 3   | 10 | 1 | 0 | 9  | 4  | 26 | Meilleur sixième de groupe       |
| 52   | F  | Malte              | 3   | 10 | 1 | 0 | 8  | 3  | 27 | 2e meilleur sixième de groupe    |
| 53   | G  | Lettonie           | 3   | 10 | 1 | 0 | 9  | 3  | 28 | 3e meilleur sixième de groupe    |
| 54   | J  | Liechtenstein      | 2   | 10 | 0 | 2 | 8  | 2  | 31 | 4e meilleur sixième de groupe    |
| 55   | I  | Saint-Marin        | 0   | 10 | 0 | 0 | 10 | 1  | 51 | 5e meilleur sixième de groupe    |

## Statistiques

### Statistiques collectives

#### Attaque
| Rang | Équipe     | Buts |
| ---- | ---------- | ---- |
| 1    | Belgique   | 40   |
| 2    | Angleterre | 37   |
| 2    | Italie     | 37   |
| 4    | Russie     | 33   |
| 5    | Espagne    | 31   |

| Rang | Équipe        | Buts |
| ---- | ------------- | ---- |
| 1    | Saint-Marin   | 1    |
| 2    | Estonie       | 2    |
| 2    | Liechtenstein | 2    |
| 4    | Andorre       | 3    |
| 4    | Gibraltar     | 3    |
| 4    | Malte         | 3    |
| 4    | Monténégro    | 3    |
| 4    | Lettonie      | 3    |

#### Défense
| Rang | Équipe   | Buts |
| ---- | -------- | ---- |
| 1    | Turquie  | 3    |
| 1    | Belgique | 3    |
| 3    | Italie   | 4    |
| 3    | Ukraine  | 4    |
| 3    | Pologne  | 4    |

| Rang | Équipe        | Buts |
| ---- | ------------- | ---- |
| 1    | Saint-Marin   | 51   |
| 2    | Gibraltar     | 31   |
| 2    | Liechtenstein | 31   |
| 4    | Îles Féroé    | 30   |
| 5    | Lettonie      | 28   |

#### Différence de buts
| Rang | Équipe     | Différence |
| ---- | ---------- | ---------- |
| 1    | Belgique   | +37        |
| 2    | Italie     | +33        |
| 3    | Angleterre | +31        |
| 4    | Espagne    | +26        |
| 5    | Russie     | +25        |

| Rang | Équipe        | Différence |
| ---- | ------------- | ---------- |
| 1    | Saint-Marin   | -50        |
| 2    | Liechtenstein | -29        |
| 3    | Gibraltar     | -28        |
| 4    | Îles Féroé    | -26        |
| 5    | Lettonie      | -25        |

#### Plus gros écart de buts
| Rang | Équipe     | Score | Équipe      |
| ---- | ---------- | ----- | ----------- |
| 1    | Russie     | 9 - 0 | Saint-Marin |
| 1    | Belgique   | 9 - 0 | Saint-Marin |
| 3    | Allemagne  | 8 - 0 | Estonie     |
| 3    | Italie     | 9 - 1 | Arménie     |
| 5    | Angleterre | 7 - 0 | Monténégro  |
| 5    | Espagne    | 7 - 0 | Malte       |

### Statistiques individuelles
| Rang | Joueur              | Buts |
| ---- | ------------------- | ---- |
| 1    | Harry Kane          | 12   |
| 2    | Cristiano Ronaldo   | 11   |
| 2    | Eran Zahavi         | 11   |
| 4    | Aleksandar Mitrović | 10   |
| 4    | Teemu Pukki         | 10   |

| Rang | Joueur            | Passes |
| ---- | ----------------- | ------ |
| 1    | Memphis Depay     | 8      |
| 2    | Kevin De Bruyne   | 7      |
| 2    | Antoine Griezmann | 7      |
| 2    | Eden Hazard       | 7      |
| 2    | Raheem Sterling   | 7      |